# 白衣河 (云南)
白衣河，位于中华人民共和国云南省西部，是元江流域马龙河左岸支流，发源于南华县雨露白族乡龙顶寺，东南流入楚雄市境内，经楚雄紫溪镇岔河村、平掌村、东华镇土掌房、苦菜地、大石桥、山尾巴，过大地基乡塔戛苴（叭喇集）后注入马龙河。河长67公里，流域面积481.8平方公里，落差1402.2米。年均流量0.913亿立方米。